# Barbara Pilavin
Barbara Pilavin (27 settembre 1923 – Los Angeles, 2 gennaio 2005) è stata un'attrice italiana naturalizzata statunitense.

## Biografia
Barbara Pilavin inizia la propria carriera non più giovanissima, nella prima metà degli anni sessanta in qualità di comprimaria. Il dramma è tra i generi in cui Barbara Pilavin ha saputo destreggiarsi al meglio, infatti grazie al suo volto, i personaggi interpretati dall'attrice sono state spesso donne psicologicamente forti e sensibili, mamme e nonne austere e/o comprensive a seconda dei casi.
L'incontro con l'attore-regista Vittorio De Sica si rivela determinante per Barbara Pilavin che la dirige nel 1970 ne Il giardino dei Finzi Contini e nel 1974 ne Il viaggio; in ambedue i casi interpretando la madre di uno dei protagonisti.
Trasferitasi negli Stati Uniti d'America intorno alla prima metà degli anni ottanta, Barbara Pilavin continua a recitare fino all'anno della sua morte, interpretando spesso lo stereotipo della donna italiana emigrata o ruoli di anziane in preda a piccole forme di demenza senile.

## Filmografia

### Cinema
- Requiescant, regia di Carlo Lizzani (1967)
- I sovversivi, regia di Paolo e Vittorio Taviani (1967)
- Fai in fretta ad uccidermi... ho freddo!, regia di Citto Maselli (1968)
- Sierra Maestra, regia di Ansano Giannarelli (1969)
- Mademoiselle de Sade e i suoi vizi, regia di Warren Kiefer (1969)
- Il giardino dei Finzi Contini, regia di Vittorio De Sica (1970)
- Incontro, regia di Piero Schivazappa (1971)
- Maddalena, regia di Jerzy Kawalerowicz (1971)
- Il caso Pisciotta, regia di Eriprando Visconti (1972)
- Le ultime ore di una vergine, regia di Gianfranco Piccioli (1972)
- Mordi e fuggi, regia di Dino Risi (1973)
- Il viaggio, regia di Vittorio De Sica (1974)
- Una spirale di nebbia, regia di Eriprando Visconti (1978)
- Police Station - Turno di notte (Vice Squad), regia di Gary Sherman (1982)
- Good-bye Cruel World, regia di David Irving (1983)
- Frightmare, regia di Norman Thaddeus Vane (1983)
- Dieci minuti a mezzanotte (10 to Midnight), regia di J. Lee Thompson (1983)
- Miami Vendetta, regia di Stephen Seemayer (1987)
- Parlami di te, regia di Douglas Day Stewart (1989)
- Homer & Eddie, regia di Andrej Končalovskij (1989)
- Non voglio più baci, regia di Robert Marcarelli (1992)
- Love Is Like That, regia di Jill Goldman (1992)
- Ragazze vincenti (A League of Their Own), regia di Penny Marshall (1992)
- Maniac Cop 3 - Il distintivo del silenzio (Maniac Cop III: Badge of Silence), regia di William Lusting (1993)
- The Disappearance of Garcia Lorca, regia di Marcos Zurinaga (1997)
- Sweet Jane, regia di Joe Gayton (1998)
- Waking Up Horton, regia di Harry Bromley Davenport (1998)
- Life Among the Cannibals, regia di Harry Bromley Davenport (1999)
- Ho solo fatto a pezzi mia moglie (Picking Up the Pieces), regia di Alfonso Arau (2000)
- Mocking Don't Sing, regia di Harry Bromley Davenport (2001)
- Constantine, regia di Francis Lawrence (2005) (postumo)
- News Movie, regia di James Kleiner (2008) (postumo)

### Televisione
- Magic Carpet, regia di William A. Graham (1972) (Film TV)
- Il ritorno di Simon Templar (Return of the Saint) - serie TV, episodio 1x22 (1979)
- The Choice, regia di David Greene (1981) - Film TV
- Evita Peron, regia di Marvin J. Chomsky (1981) - Film TV
- I giochi del diavolo, regia di Giulio Questi - miniserie TV, 1 episodio (1981)
- New York New York (Cagney & Lacey) - serie TV, episodio 1x04 (1982)
- Brivido seducente, regia di Jerrold Freedman (1985) - Film TV
- Crossings, regia di Karen Arthur - miniserie TV (1986)
- Simon & Simon - serie TV, episodio 6x04 (1986)
- La bella e la bestia (Beauty and the Beast) - serie TV, episodio 1x19 (1988)
- Dragnet - serie TV, episodio 1x19 (1989)
- Gli acchiappamostri (Eerie, Indiana), regia di Joe Dante - serie TV, 1 episodio (1991)
- La signora in giallo (Murder, She Wrote) - serie TV, episodio 9x01 (1992)
- Le avventure di Brisco County Jr. (The Adventures of Brisco County Jr.) - serie TV, episodio 1x08 (1993)
- Red Shoe Diaries - serie TV, episodio 3x03 (1994)
- NYPD - New York Police Department (NYPD Blue) - serie TV, episodio 2x12 (1995)
- Seinfeld - serie TV, episodio 6x17 (1995)
- Lois & Clark - Le nuove avventure di Superman (Lois & Clark: The New Adventures of Superman) - serie TV, episodio 4x05 (1996)
- Streghe (Charmed) - serie TV, episodio 1x02  (1998)
- Late Last Night, regia di Steven Brill (1999) - Film TV
- Buffy l'ammazzavampiri (Buffy the Vampire Slayer) - serie TV, episodio 1x03 (2001)
- Dead Last - serie TV, 1 episodio (2001)
- Philly - serie TV, episodio 1x15 (2002)
- First Monday - serie TV, 2 episodi (2002)
- The Division - serie TV, episodi 1x08-1x15-2x09 (2001-2002)
- Women vs. Men, regia di Chazz Palminteri (2002) - Film TV
- Just Shoot Me! - serie TV, episodio 7x13 (2003)

## Doppiatrici italiane
- Gemma Griarotti in I sovversivi
- Laura Carli in Il giardino dei Finzi Contini
- Lucia Guzzardi in Il viaggio